# William Higgins (reżyser)
William Higgins (ur. 19 grudnia 1942 w Los Angeles, zm. 20 grudnia 2019 w Amsterdamie) – amerykański niezależny reżyser, scenarzysta, montażysta, operator kamery i producent filmów gejowskich filmów pornograficznych, który od 1996 prowadził swoją działalność w Czechach. Na terenie Europy tworzył pod pseudonimami Wim Hof i Wim Hoff.

## Życiorys
W 1974 zajął się produkcją gejowskich filmów porno. W 1978 został aresztowany, a jego lokal został przeszukany. Chociaż zarzuty później wycofano, Higgins zdecydował się wyruszyć w „światowe tournée” w poszukiwaniu lepszego otoczenia prawnego dla swoich filmów. Najpierw pojechał do Australii, potem w Tajlandii i wprawdzie był zadowolony z produkcji, ale nie widział tam żadnych szans na przyszłość. 
Jako jeden z niewielu producentów decydował się na filmowanie scen z dużą liczbą aktorów jednocześnie. W 1983 powstał film uznawany za klasykę gejowskiego kina porno, Class Reunion. Na planie udało się po raz pierwszy w historii kina porno zgromadzić jednocześnie 21 aktorów. W 1988 rozpoczął wędrówkę po świecie w poszukiwaniu nowych modeli dla swoich obrazów. Kręcił filmy w Hongkongu i Indiach. Następnie za cel obrał Europę. Kręcił w Hiszpanii i Portugalii. 
Stał się jednym z najważniejszych producentów filmów pornograficznych o tematyce gejowskiej, obok Matta Sterlinga, francuskiego reżysera Jean-Daniela Cadinota, Kristena Bjorna czy Chi Chi LaRue. W latach 1977–1988 tworzył na terenie Kalifornii w USA.
Od 1997 rozpoczął ekspansję w Czechach. Zasłynął z produkcji filmów, w których występowały jednocześnie całe kompanie żołnierzy w oryginalnych mundurach armii czeskiej. Wywołał skandal zatrudniając kilkunastu żołnierzy z gwardii ochraniającej pałac prezydenta Czech do sesji zdjęciowej, kręconej m.in. w oryginalnych wnętrzach zamku na Hradczanach. Kręcił zdjęcia również w oryginalnych obiektach wojskowych.
Dystrybucja filmów Higginsa odbywała się z terenu Toronto w Kanadzie, ponieważ obróbka filmów i ich powielanie były tam tańsze niż w Europie. 
Na jego castingi na aktorów do gejowskich filmów porno, na terenie Czech w latach 1997–2003 zgłosiło się ponad tysiąc mężczyzn z Czech, Polski i Niemiec, dzięki czemu dysponował największą bazą danych takich aktorów. W jego produkcjach występowali m.in.: Boris Tomek i Pavel Novotný. W latach 2000–2005 wyprodukował więcej filmów, niż w czasie swojej działalności na terenie USA. Za siedzibę swojej firmy w Europie obrał Amsterdam w Holandii. 
Zmarł 21 grudnia 2019 w Amsterdamie na zawał serca w wieku 77 lat.

## Nagrody i nominacje
| Rok  | Nagroda                   | Kategoria                                                        | Film                                     | Rezultat  |
| ---- | ------------------------- | ---------------------------------------------------------------- | ---------------------------------------- | --------- |
| 1984 | Gay Producers Association | Specjalne osiągnięcia                                            | Sailor in the Wild 1 (1983)              | Wygrana   |
| 1985 | XRCO Award                | Najlepszy reżyser filmu gejowskiego                              | The Young & the Hung (1985)              | Wygrana   |
| 1986 | AVN Award                 | Najlepszy reżyser gejowskiego wideo                              | The Young & the Hung (1985)              | Nominacja |
| 1988 | AVN Award                 | Najlepszy reżyser gejowskiego wideo                              | –                                        | Nominacja |
| 1998 | GayVN Award               | Aleja Sław (Hall of Fame)                                        | –                                        | Wygrana   |
| 1999 | Grabby Award              | Najlepsze międzynarodowe wideo                                   | Impromptus (1998)                        | Wygrana   |
| 2000 | Grabby Award              | Najlepsze międzynarodowe wideo                                   | Rapture: The Pavel Dubcek Legend (1999)  | Wygrana   |
| 2001 | Grabby Award              | Najlepsze międzynarodowe wideo                                   | Prague Buddies 2: Verbotene Liebe (2000) | Nominacja |
| 2001 | Grabby Award              | Najlepszy teledysk                                               | Prague Buddies 2: Verbotene Liebe (2000) | Nominacja |
| 2002 | Grabby Award              | Najlepszy międzynarodowy scenariusz                              | Prague Buddies 3: Liebestod (2001)       | Nominacja |
| 2002 | Grabby Award              | Najlepsze klasyczne DVD                                          | Big Guns (1987)                          | Wygrana   |
| 2003 | Grabby Award              | Najlepsze klasyczne DVD                                          | Sailor in the Wild (1983)                | Wygrana   |
| 2006 | Hunky Award               | Najlepsza strona o chłopakach z Europy William Higgins Backstage | –                                        | Nominacja |
| 2010 | JRL Gay Film Award        | Galeria sław JRL (JRL Hall of Fame)                              | –                                        | Nominacja |
| 2010 | Cybersocket Award         | Najlepsza europejska witryna tematyczna                          | –                                        | Nominacja |
| 2010 | Cybersocket Award         | Film roku                                                        | Double Czech Twins In Lust (2009)        | Nominacja |
| 2015 | Cybersocket Award         | Najlepszy producent treści                                       | –                                        | Nominacja |

## Wybór dorobku reżyserskiego
|      |                                                       |  |  |
| Rok  | Tytuł                                                 |  |  |
| 1977 | The Kip Noll Fantasy                                  |  |  |
| 1978 | The Boys of Venice                                    |  |  |
| 1979 | The Westside Boys (90069)                             |  |  |
| 1980 | The Class of '84 Part 1                               |  |  |
| 1980 | The Boys of Venice Go to College                      |  |  |
| 1980 | Kip Noll and the Westside Boys                        |  |  |
| 1981 | Printer's Devils                                      |  |  |
| 1981 | Brothers Should Do It                                 |  |  |
| 1981 | The Class of '84 Part 2                               |  |  |
| 1981 | Pacific Coast Highway                                 |  |  |
| 1981 | The Boys of San Francisco                             |  |  |
| 1982 | The Best Little Warehouse in L.A.                     |  |  |
| 1982 | Malibu Days Big Bear Nights                           |  |  |
| 1982 | Rear Deliveries                                       |  |  |
| 1982 | These Bases Are Loaded                                |  |  |
| 1983 | William Higgins' Class Reunion                        |  |  |
| 1983 | The Big Surprise                                      |  |  |
| 1983 | Brother Load                                          |  |  |
| 1983 | Cousins                                               |  |  |
| 1983 | Buster Goes to Laguna                                 |  |  |
| 1983 | Leo & Lance                                           |  |  |
| 1983 | Sailor in the Wild                                    |  |  |
| 1984 | Frat House Memories                                   |  |  |
| 1984 | Kip Noll Superstar: Part 1                            |  |  |
| 1985 | The Young and the Hung                                |  |  |
| 1986 | The Pizza Boy: He Delivers                            |  |  |
| 1987 | Big Guns                                              |  |  |
| 1996 | The Best of Jon King                                  |  |  |
| 1997 | Andel's Story                                         |  |  |
| 1997 | Puda: The Attic                                       |  |  |
| 1998 | Impromptus                                            |  |  |
| 1998 | Inn Bi the Road                                       |  |  |
| 1999 | Andel's Story 2: The Running of the Bulls             |  |  |
| 1999 | Prague Buddies                                        |  |  |
| 1999 | Rapture: The Pavel Dubcek Legend                      |  |  |
| 2000 | Double Czech                                          |  |  |
| 2000 | Bounced Czechs                                        |  |  |
| 2000 | Carlo & Friends                                       |  |  |
| 2000 | Prague Buddies 2                                      |  |  |
| 2001 | The Jan Dvorak Story                                  |  |  |
| 2001 | Drk u sumi                                            |  |  |
| 2001 | Prague Buddies 3: Liebestod                           |  |  |
| 2002 | The Boys of Prague: Wrestling-Plus                    |  |  |
| 2002 | Czech Up #1: The Boys of Prague                       |  |  |
| 2002 | Misha and Friends                                     |  |  |
| 2003 | Prague Buddies 4: Tales of the Ancient Bohemian Woods |  |  |
| 2003 | Wank Party: Episodes 1, 2, 3 & 4                      |  |  |
| 2004 | Kick Club                                             |  |  |
| 2004 | Barefoot in Prague: Tickled Pink                      |  |  |
| 2004 | Helping Hands #3                                      |  |  |
| 2004 | Kasarna Bi the Road                                   |  |  |
| 2004 | The Seven Deadly Sins: Wrath                          |  |  |